# 黄统生
黄统生（1956年—），广西容县人，中国前男子乒乓球运动员。他曾获得1978年亚洲运动会乒乓球比赛男子双打和男子团体金牌。他也获得过1978年亚洲乒乓球锦标赛男子团体冠军。